# 龍鼓灘發電廠
龍鼓灘發電廠（英語：Black Point Power Station）位於香港屯門區湧浪近龍鼓灘，由中電控股及中國南方電網共同擁有，發電廠佔地46公頃，為全港首間採用天然氣為燃料的發電廠，後備燃料為柴油。廠內共有10台發電機，採用聯合循環，總發電量大約為3,850兆瓦，是全球規模最大的燃氣聯合循環發電廠之一。另外，西氣東輸二線及崖城13-1氣田輸送管道中電一方末站（由英國天然氣與中電合營，另有管道分輸至青山發電廠），亦設於本電廠東北角（共設7台熱交換器及3台氣化爐，以氣化天然氣再用作發電）。
中華電力與中國南方電網收購埃克森美孚所持的香港青山發電有限公司60%股權，各自收購一半權益，作價均為120億元。
另外，龍鼓灘發電廠的英文名稱“Black Point Power Station”中的“Black Point”是龍鼓灘地區最西側的海角爛角咀之英文名稱，亦即發電廠確切的所在地，而非指龍鼓灘。故此龍鼓灘發電廠中英文名稱中的地名部分並非相同的概念。

## 參看
- 中電控股
- 埃克森美孚